# Jean-Luc Brassard
Jean-Luc Brassard (Salaberry-de-Valleyfield, 24 d'agost de 1972) és un esportista canadenc que va competir en esquí acrobàtic, especialista en les proves de sots.
Va participar en quatre Jocs Olímpics d'Hivern, entre els anys 1992 i 2002, obtenint una medalla d'or en Lillehammer 1994, en la prova de sots.
També fou columnista de ràdio i presentador de televisió a Comment c'est fait. Durant dos anys l’amfitrió del programa de televisió Ski Mag.
Va guanyar tres medalles al Campionat Mundial d'Esquí Acrobàtic entre els anys 1993 i 1997.

## Medaller internacional
| Jocs Olímpics     | Jocs Olímpics          | Jocs Olímpics | Jocs Olímpics |
| Any               | Lloc                   | Medalla       | Competició    |
| ----------------- | ---------------------- | ------------- | ------------- |
| 1994              | Lillehammer ( Noruega) | 1             | Sots          |
| Campionat Mundial |                        |               |               |
| Any               | Lloc                   | Medalla       | Competició    |
| 1993              | Altenmarkt (Àustria)   | 1             | Sots          |
| 1995              | La Clusaz ( França)    | 2             | Sots          |
| 1997              | Nagano ( Japó)         | 1             | Sots          |